# Dãy núi Sesvenna
Dãy núi Sesvenna là một rặng núi thuộc rặng Alpes orientales centrales, dãy núi Alpes, nằm ở miền đông Thụy Sĩ, miền bắc Ý và miền tây Áo.
Rặng Sesvenna chia cách với rặng Silvretta ở phía bắc và Dãy núi Albula ở phía tây bởi thung lũng Hạ Engadin; chia cách với dãy núi Livigno ở phía tây nam bởi đèo Ofen và Val Müstair; chia cách với rặng Alpes Ötztal ở phía đông bởi thung lũng Thượng Adige và đèo Reschen. Rặng núi Sesvenna là đầu nguồn của các sông Inn và Adige.
Vườn quốc gia Thụy Sĩ nằm trong dãy núi này.

## Các ngọn núi chính
| Ngọn               | Độ cao (m/ft) | Độ cao (m/ft) |
| ------------------ | ------------- | ------------- |
| Piz Sesvenna       | 3221          | 10,568        |
| Piz Pisoc          | 3178          | 10,427        |
| Piz Plavna Dadaint | 3168          | 10,394        |
| Piz Plavna Dadaint | 3166          | 10,387        |
| Piz Nuna           | 3124          | 10,249        |
| Piz Lischana       | 3110          | 10,204        |
| Piz Cristanas      | 3092          | 10,144        |
| Piz d'Arpiglias    | 3027          | 9931          |
| Piz Macun          | 2889          | 9478          |

## Các đèo chính
| Đèo núi          | vị trí                                | loại          | độ cao (m/ft) | độ cao (m/ft) |
| ---------------- | ------------------------------------- | ------------- | ------------- | ------------- |
| Cruschetta Pass  | Scuol tới Taufers im Münstertal-Tubre | đường xe ngựa | 2316          | 7599          |
| Passo di Slingia | Ramosch tới Mals-Malles Venosta       | đường đi bộ   | 2298          | 7540          |
| Scarl Pass       | S-charl tới Val Müstair               | đường xe ngựa | 2251          | 7386          |
| Ofen Pass        | Zernez tới Val Müstair                | đường xe      | 2155          | 7071          |

## Hình ảnh

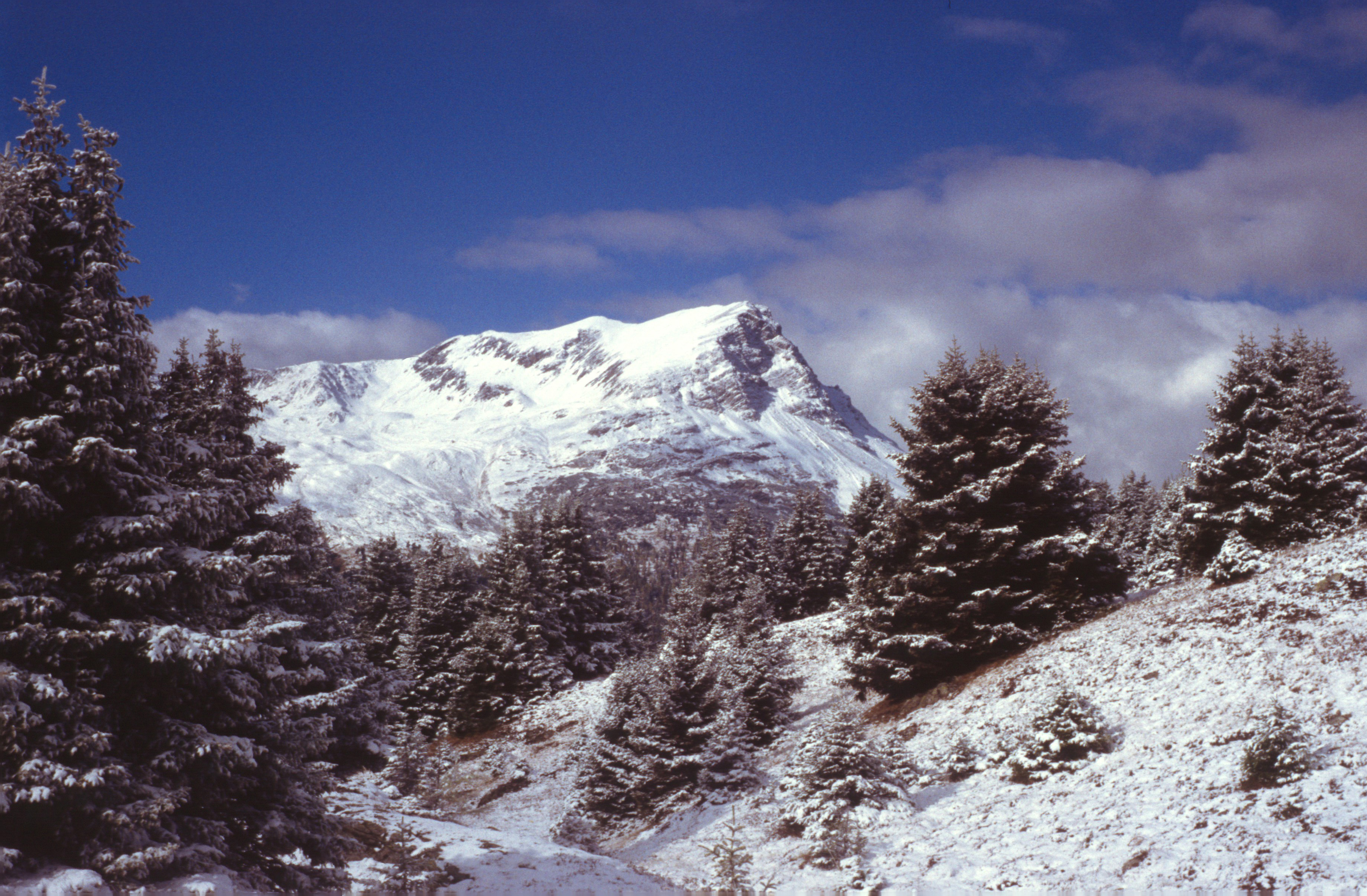
Piz Lad
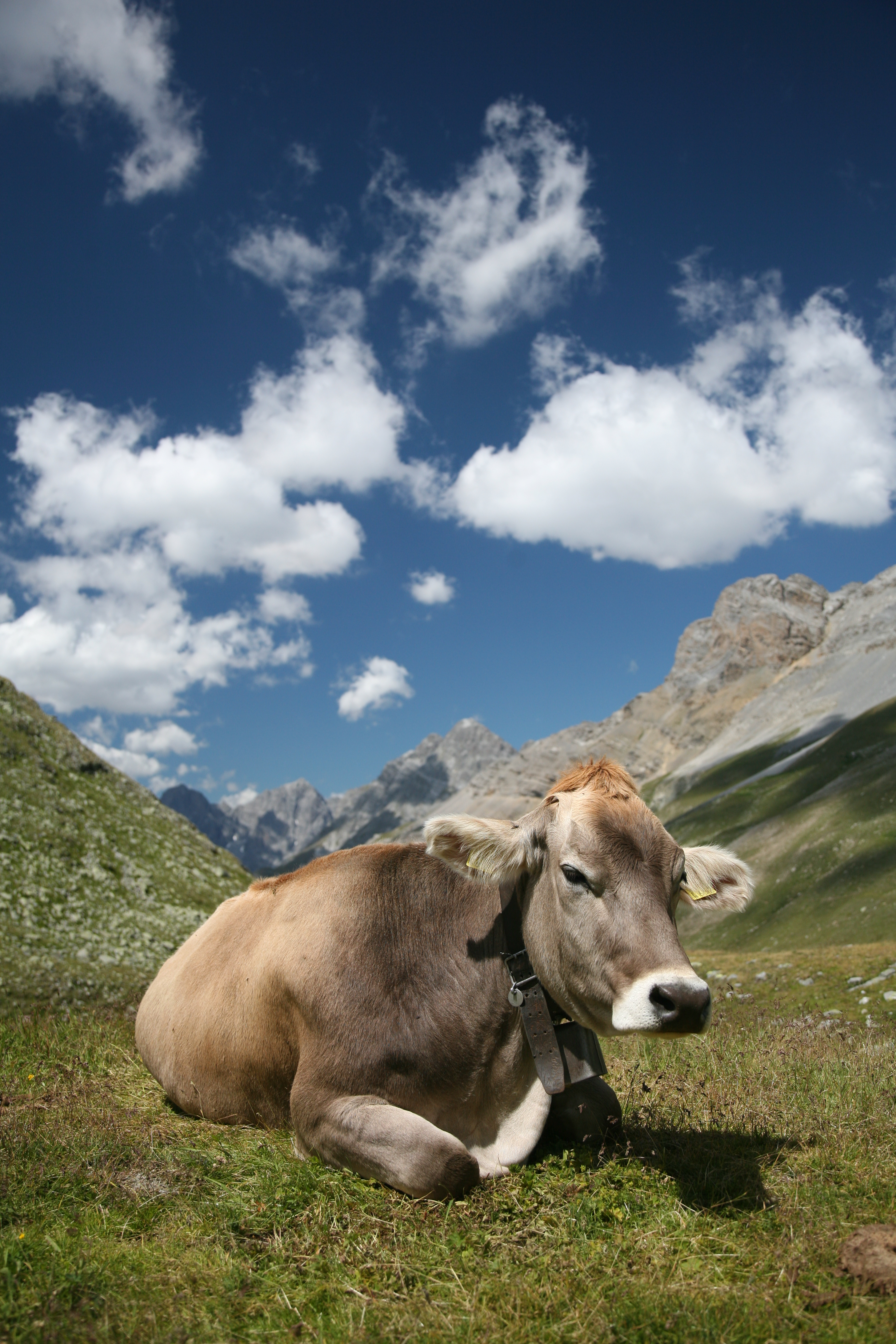
đồng cỏ dưới Fuorcla Sesvenna
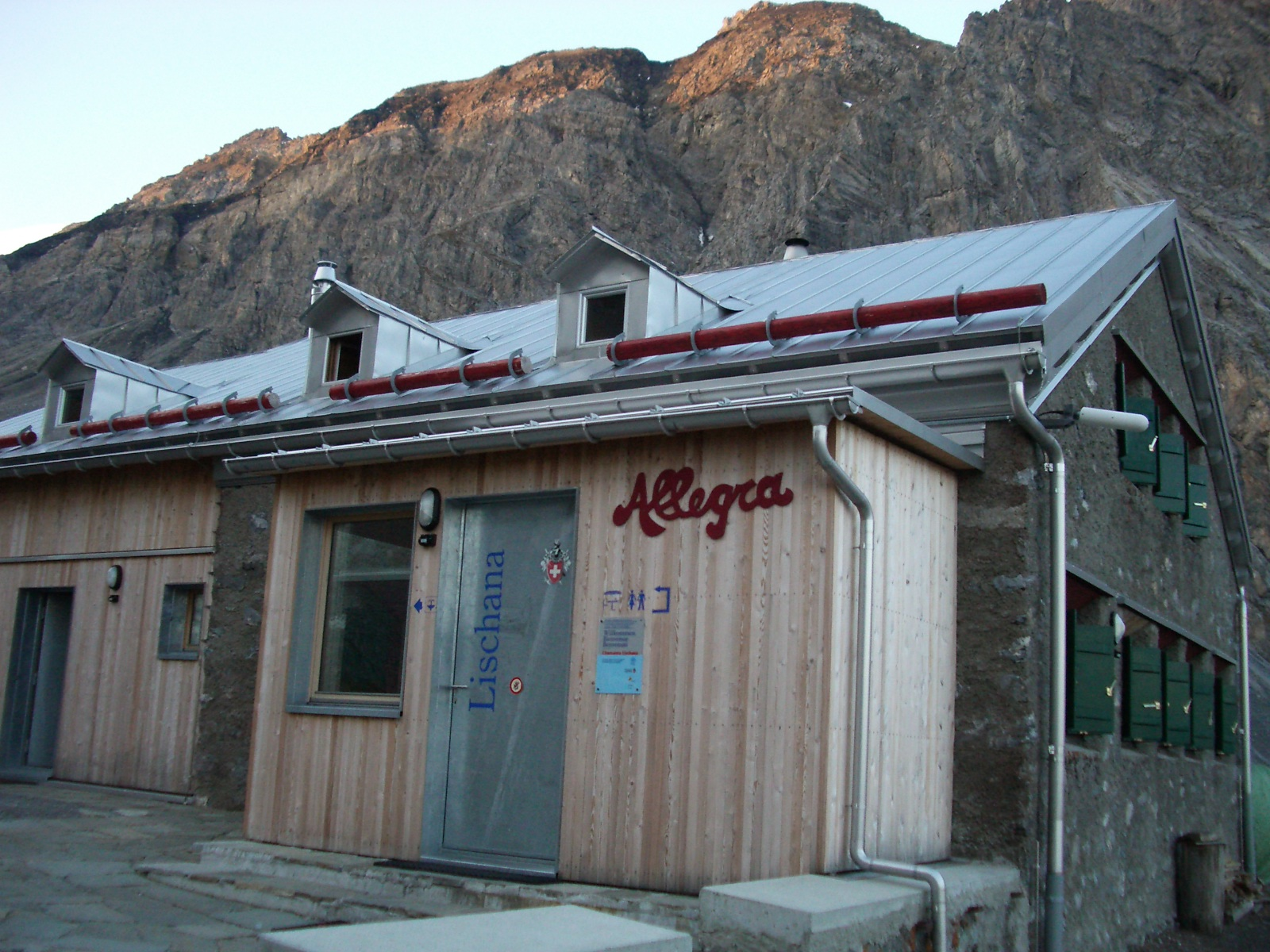
Lischanahütte gần Piz Lischana
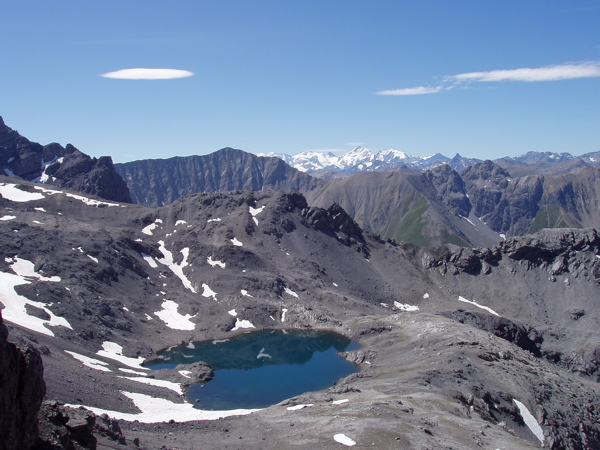
Vườn quốc gia Thụy Sĩ
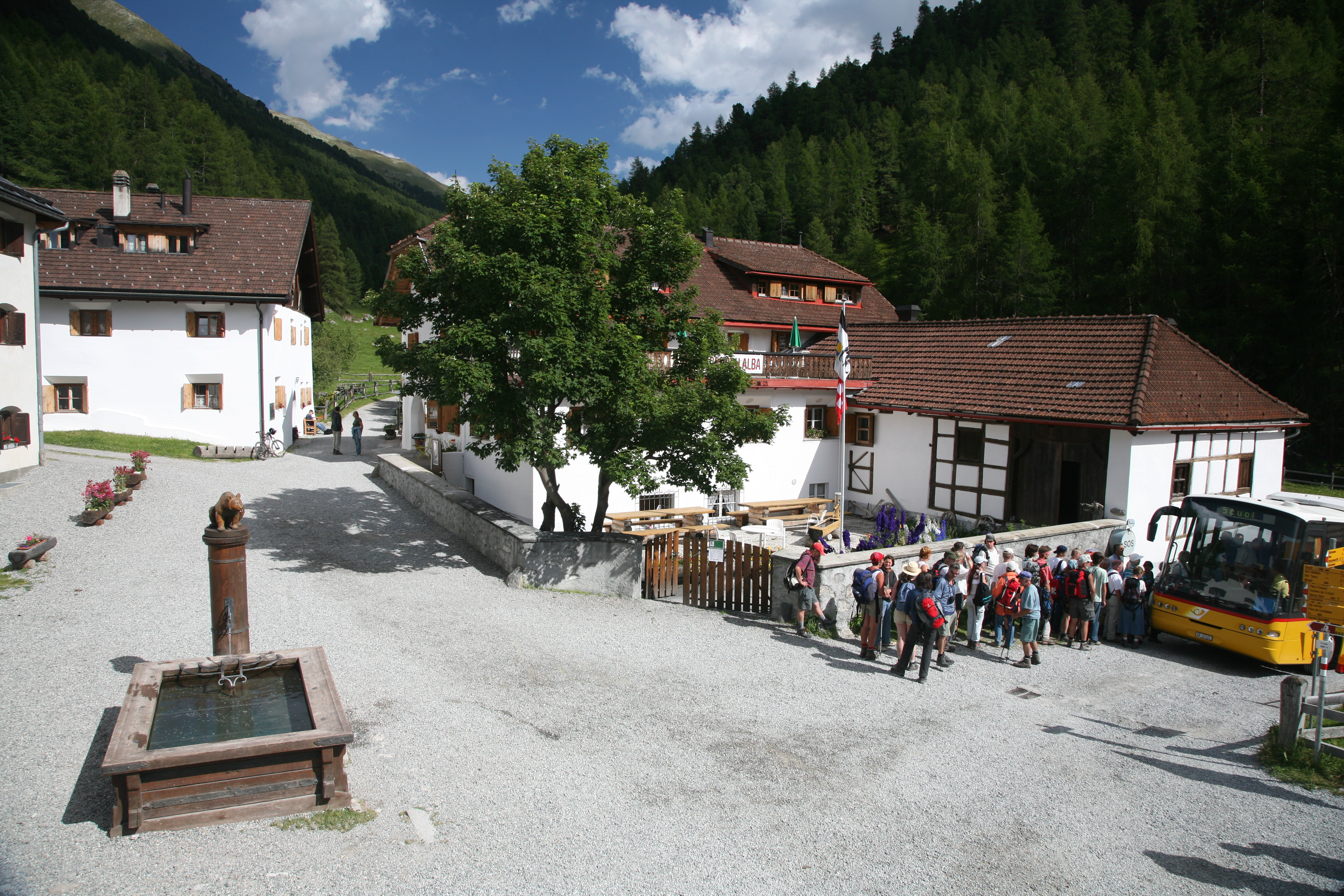
Làng S-charl